# Closterocerus turcicus
Closterocerus turcicus är en stekelart som först beskrevs av Christian Gottfried Daniel Nees von Esenbeck 1834.  Closterocerus turcicus ingår i släktet Closterocerus och familjen finglanssteklar. Arten är reproducerande i Sverige. Inga underarter finns listade i Catalogue of Life.